# Ланджахпюр
Ланджахпюр (вірм. Լանջաղբյուր) — село в марзі Гегаркунік, на сході Вірменії. Село розташоване за 11 км на південь від міста Гавар, за 2 км на південь від села Сарухан та за 2 км на північ від села Гегаркунік.